# Meliora vom Grüth

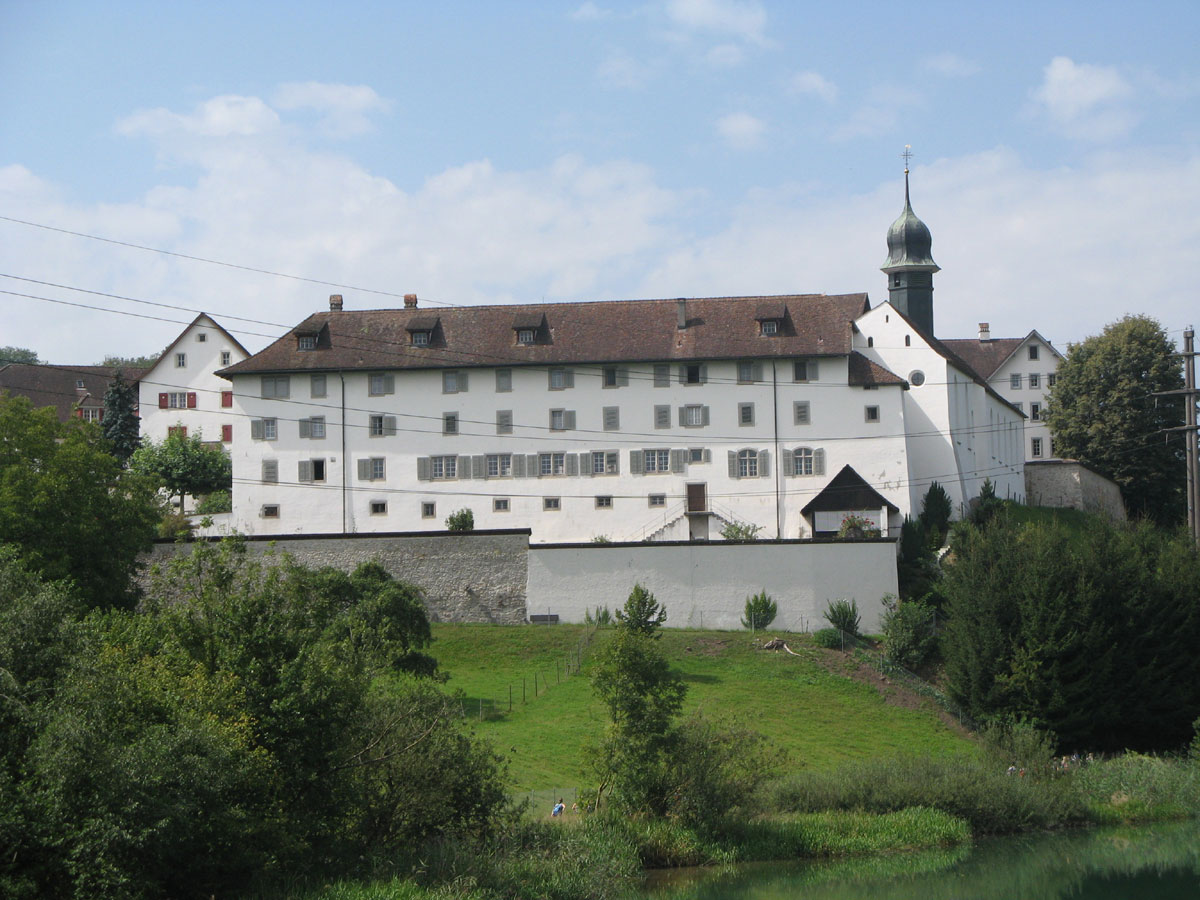
Kloster Hermetschwil, 2007

Meliora vom Grüth (* um 1519 in Zürich; heimatberechtigt ebenda; † 1. Juli 1599 in Hermetschwil) war eine Schweizer Benediktinerin und Klostervorsteherin.

## Leben
Meliora vom Grüth war die Tochter des Unterschreibers Joachim vom Grüth und der Veronika Schwarzmurer. Sie trat als Nonne in die Benediktinerinnenabtei Hermetschwil in den Freien Ämtern an der Reuss ein und wurde 1542 als Chorfrau erwähnt. Ihr Bruder Johann Christoph wurde 1549 Abt des Klosters Muri, ihre Schwester Sophia im folgenden Jahr Äbtissin des Zisterzienserinnenklosters Tänikon.
Grüth wurde 1553 zur Meisterin gewählt. Nach den Reformationswirren brachte sie die angeschlagene Klosterwirtschaft wieder zur Blüte und erneuerte als gute Ökonomin die Eigenwirtschaft. Von 1557 bis 1559 liess sie die Mühle sowie das Mühlenwehr neu errichten. Es folgten 1569 der Bau des Speichergebäudes, 1572 die Erweiterung der Ringmauer um den Klosterbezirk und 1581 der Bau der Bäckerei. Sie galt als «ausgezeichnete Kennerin der alten Rechte» des Klosters.
Der vom päpstlichen Nuntius Giovanni Francesco Bonomi ab 1579 geforderten Reform widersetzte sich Grüth. Diese beinhaltete Verzicht auf Pfründen und Privatvermögen, Klausur sowie den gemeinsamen Tisch. Sie nahm selbst den Kirchenbann von 1587 bis 1588 in Kauf und wies nach, dass Klausur und Leitung der Klosterwirtschaft unvereinbar seien. Die sich unter dem Abt Singisen von Muri anbahnende Reform wurde das Werk ihrer Nachfolgerinnen Margareta Graf und Maria Küng. Der erweiterte Reformkonvent baute im 17. Jahrhundert auf dem von ihr geschaffenen wirtschaftlichen Fundament auf.
Grüth war die letzte Meisterin, die in Muri begraben wurde.

## Belege
1. ↑  Katja Hürlimann: Joachim vom Grüth. In: Historisches Lexikon der Schweiz.  31. Januar 2018.
2. 1 2 3  Anne-Marie Dubler: Meliora vom Grüth. In: Historisches Lexikon der Schweiz.  24. Februar 2006.
3. 1 2 3  Anne-Marie Dubler: Meliora vom Grüth, 1553–1599. In: Helvetia Sacra, Abteilung III, Band I. Frühe Klöster. Die Benediktiner und Benediktinerinnen der Schweiz. Bern 1986, S. 1836, 1813–1847.

| Personendaten    | Personendaten                                                    |
| ---------------- | ---------------------------------------------------------------- |
| NAME             | Grüth, Meliora vom                                               |
| KURZBESCHREIBUNG | Schweizer Benediktinerin und Meisterin des Klosters Hermetschwil |
| GEBURTSDATUM     | um 1519                                                          |
| GEBURTSORT       | Zürich                                                           |
| STERBEDATUM      | 1. Juli 1599                                                     |
| STERBEORT        | Hermetschwil                                                     |